# Karel Melzoch
Karel Melzoch (* 7. června 1958 Praha) je český biotechnolog, v letech 2012 až 2019 rektor VŠCHT Praha.

## Život
V letech 1977 až 1982 vystudoval obor kvasná chemie a technologie na Vysoké škole chemicko-technologické v Praze (získal tak titul Ing.). Ve stejném oboru získal v roce 1989 i titul kandidáta věd (CSc.), a to konkrétně na Ústavu kvasné chemie a bioinženýrství VŠCHT Praha. V roce 1997 se habilitoval (tj. získal titul doc.) v oboru biotechnologie na Fakultě potravinářské a biochemické technologie VŠCHT Praha a o deset let později se stal v témže oboru a na návrh téže fakulty profesorem.
Absolvoval několik studijních pobytů - v roce 1986 to byl dvouměsíční pobyt na Moskevském chemicko-technologickém institutu D. I. Mendělejeva (MCHTI) v tehdejším Sovětském svazu, v letech 1990 a 1993 pak dva půlroční studijní pobyty na University of Amsterdam v Nizozemsku a v roce 1996 tříměsíční pracovní pobyt na Instituto Nacional de Engenharia, Tecnologia e Inovação (INETI) v portugalském Lisabonu.
Svou vědeckou a výzkumnou kariéru začínal v letech 1982 až 1984 v rámci vědecké aspirantury na Ústavu biochemie a mikrobiologie VŠCHT Praha. Od roku 1984 působí nepřetržitě na VŠCHT Praha, nejdříve na Ústavu kvasné chemie a bioinženýrství, později na Ústavu biotechnologie. Zaměřuje se především na biotechnologie, aplikovanou mikrobiologii, bioinženýrství a separační procesy. Na VŠCHT Praha vyvíjí také pedagogickou činnost.
V letech 1997 až 2006 byl proděkanem pro vědu a výzkum na Fakultě potravinářské a biochemické technologie VŠCHT Praha, v letech 2006 až 2011 zastával na téže fakultě pozici děkana. K tomu mezi lety 2002 a 2011 vedl Ústav kvasné chemie a bioinženýrství VŠCHT Praha.
V říjnu 2011 byl zvolen akademickým senátem kandidátem na funkci rektora VŠCHT Praha. Do této pozice jej o dva měsíce později jmenoval prezident Václav Klaus, a to s účinností od 1. ledna 2012. Funkci zastával až do konce roku 2019, kdy jej vystřídal Pavel Matějka. Od roku 2020 je pak proděkanem pro pedagogickou činnost na Fakultě potravinářské a biochemické technologie VŠCHT Praha.